# Elusa (bướm đêm)
Elusa là một chi bướm đêm thuộc họ Noctuidae.

## Loài
- Elusa affinis Rothschild, 1915
- Elusa alector Wileman & West, 1928
- Elusa antennata (Moore, 1882)
- Elusa binocula Hampson, 1911
- Elusa ceneusalis Walker, [1859]
- Elusa confusa Warren, 1913
- Elusa cyathicornis (Walker, 1862)
- Elusa diloba Hampson, 1909
- Elusa dinawa Bethune-Baker, 1906
- Elusa duplicata Warren, 1913
- Elusa flammans Warren, 1913
- Elusa ignea Warren, 1913
- Elusa incertans Bethune-Baker, 1906
- Elusa inventa Berio, 1977
- Elusa mediorufa Hampson, 1909
- Elusa oenolopha Turner, 1902
- Elusa orion Roepke, 1956
- Elusa penanorum Holloway, 1989
- Elusa peninsulata (Walker, 1865)
- Elusa pratti Bethune-Baker, 1906
- Elusa puncticeps (Walker, 1863)
- Elusa purpurea Warren, 1913
- Elusa pyrrhobaphes (Turner, 1943)
- Elusa semipecten Swinhoe, 1901
- Elusa simplex Warren, 1913
- Elusa subjecta (Walker, 1865)
- Elusa temburong Holloway, 1989
- Elusa ustula Hampson, 1909